# Patrik Ringborg

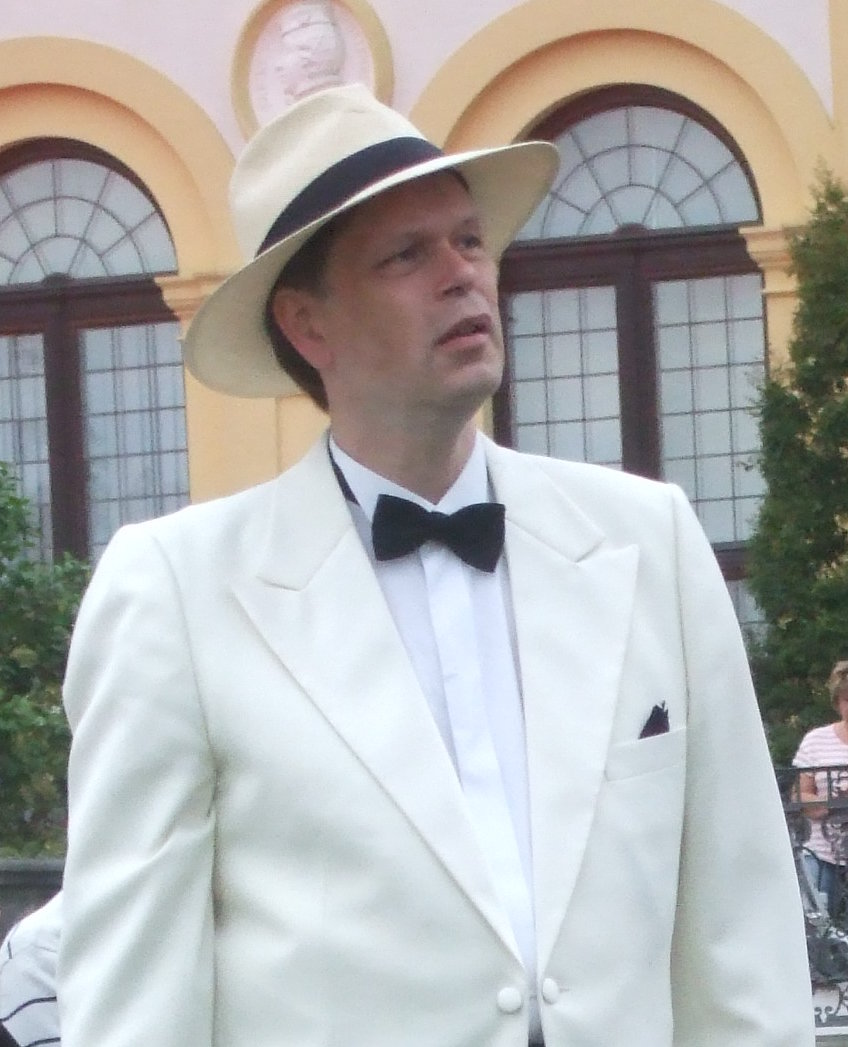
Patrik Ringborg in 2016

(Hans) Patrik Erland Ringborg (Stockholm, 1 november 1965) is een Zweeds dirigent.

## Levensloop
Ringborg studeerde 4 jaar aan het Kungliga Musikhögskolan te Stockholm. Hij studeerde verder in Wenen en Londen. Zijn debuut als dirigent deed hij tijdens het Summer Opera Festival 1989 te Ystad met de opera Akhnaten van Philip Glass. Vervolgens werkte hij aan de Städtische Bühnen te Freiburg im Breisgau met onder andere Carmen, de opera van Georges Bizet in 1992. In 1993 werkte hij aan de Kungliga Operan (Koninklijke Opera)' te Stockholm en dirigeerde onder andere de opera Shéhérazade van Nikolaj Rimski-Korsakov.
Vanaf 1987 is hij dirigent en coach van het Zweeds Radio Koor en vanaf 1988 werkte hij als dirigent bij de Semperoper te Dresden. Van 1989 tot 1993 was hij dirigent van de 'Kungliga Operan (Koninklijke Opera) te Stockholm en ook van de Städtische Bühnen te Freiburg im Breisgau. 
Ringborg was van 1993 tot 1999 aan het Theater in Freiburg im Breisgau verbonden, als tweede en vanaf 1995 als eerste kapelmeester. In 1999 zette hij zijn werk voort aan het Aalto-Theater in Essen, ook als eerste kapelmeester, waar hij talrijke symfonieconcerten en meer dan twintig operaproducties leidde. Van 2003 tot 2007 was hij chef-dirigent wederom in Freiburg im Breisgau, waar hij onder andere Das Rheingold van Richard Wagner en Elektra van Richard Strauss dirigeerde.
Sinds 2007 is hij Generalmusikdirektor (GMD) van het Staatstheater Kassel. Daar is hij tevens president van de Orchesterakademie Kassel en artistiek directeur van de Gustav-Mahler-Festtage.
In 2022 ontving Körberg de Zweedse koninklijke onderscheiding "Litteris et Artibus".